# 肇源县第一中学
黑龙江省肇源县第一中学是一所位于大庆市肇源县的公立全日制高中，创建于1949年10月。

## 历史沿革
1949年10月，后郭尔罗斯蒙古族自治旗（1956年改称肇源县）委、旗政府决定建立肇源县第一所初级中学--省立肇源中学。经过半年的筹建（人员配备和校舍建设）工作，确定1950年4月10日为开校日。学校的第一个校址在现在的肇源二中院内，县委书记任国栋兼任校长，教导主任于国安负责学校的日常工作，任羽任工会主席兼语文教员，王谦任数学兼体育教员，白保田任历史和地理教员，刘机锋教授物理，王树五负责总务。任国栋兼校长赠给一面锦旗作为校旗。
1950年春肇源中学招生100人，52年毕业；1953年因教学成绩突出受到黑龙江省教育厅嘉奖；1956年肇源中学开始招收首届高中生两个班62名学生，并由省教育厅改为由肇源县领导，逐步建成6年制初、高级中学，1959年由于建立了肇源二中，肇源中学改校名为肇源县第一中学，校址在今肇源三中。
1966年文革开始后，黑龙江大学等高校的肇源籍大学生返回肇源一中造反，肇源一中的高中学生也相应造反，多名教师被揪斗，仅黑帮队就达十人，导致一名教师自杀，学校停课，学校教学设施被砸烂。1968年肇源一中解体，教师被发配到全县各乡镇。
1972年在现肇源县五中处重建肇源一中，但这时只是一所初、高中各二年的四年制的普通中学。1978年县委、县政府决定恢复肇源一中，同时确立肇源一中为重点中学，该年通过全县统考，招收高一、高二两届高中生分别于1979、1980年毕业。1981年开始改为初中高中各三年学制。1986年迁至西门外地址，变为三年之纯高中。2013年迁到松花江边现校址。
著名校友：田凤山、刘成果、付晓光。